# Аксарино (Удмуртия)
Аксарино — деревня в Киясовском районе Удмуртии, входит в Первомайское сельское поселение.

## География
Находится в 6 км к северо-востоку от Киясово и в 51 км к югу от центра Ижевска.

## Население
| 2010 | 2012 |
| ---- | ---- |
| 127  | ↗133 |

## Улицы
- Дачная улица
- Молодёжная улица
- Юбилейная улица